# Irene Schloss
Irene R. Schloss là một nhà nghiên cứu Nam Cực, nổi tiếng với những công trình nghiên cứu về sinh vật phù du. Cô là một nhà nghiên cứu tại Viện Nam Cực Argentina và là một nhà nghiên cứu phóng viên của Hội đồng Nghiên cứu Khoa học và Kỹ thuật Quốc gia của Argentina, và là giáo sư tại Đại học Quebec.

## Tiểu sử và học vấn
Schloss được sinh ra ở Buenos Aires, Argentina, là nơi cô lần đầu tiên hoàn thành chương trình cử nhân “Licenciatura” của mình (tương đương với bằng thạc sĩ khoa học) chuyên ngành Sinh học tại Đại học Buenos Aires. Năm 1989, cô theo học một học bổng kéo dài 6 tháng (IAESTE và DAAD) tại Viện Alfred-Wegener ở Bremerhaven, Đức, và tham gia vào European “Polarstern” Study (EPOS) quốc tế. Sau đó, cô bắt đầu học tiến sĩ vào năm 1992 với tư cách là một nghiên cứu sinh của Hội đồng Nghiên cứu Quốc gia (CONICET) về hải dương học sinh vật. Trong suốt quá trình học tiến sĩ của mình, cô đã nghiên cứu động lực học động vật phù du ở ven biển Nam cực. Cô nhận bằng tiến sĩ từ Đại học Buenos Aires vào năm 1997. Từ năm 2005 đến năm 2007, cô là một đồng nghiệp hậu tiến sĩ tại Viện khoa học biển Rimouski ISMER, nơi cô nghiên cứu động lực học động vật phù du và khớp nối vật lý - sinh học ở Biển Beaufort (Canadian Arctic).